# 11431 Karelbosscha
11431 Karelbosscha este un asteroid din centura principală de asteroizi.

## Descriere
11431 Karelbosscha este un asteroid din centura principală de asteroizi. A fost descoperit pe 13 mai 1971 la Observatorul Palomar de Cornelis Johannes van Houten, Ingrid van Houten-Groeneveld și Tom Gehrels. Asteroidul prezintă o orbită caracterizată de o semiaxă mare de 3,15 ua, o excentricitate de 0,12 și o înclinație de 5,9° în raport cu ecliptica.